# (11118) Modra
(11118) Modra est un astéroïde de la ceinture principale.

## Description
(11118) Modra est un astéroïde de la ceinture principale. Il fut découvert le 9 août 1996 à Modra par Adrián Galád et Dušan Kalmančok. Il présente une orbite caractérisée par un demi-grand axe de 2,31 UA, une excentricité de 0,08 et une inclinaison de 3,0° par rapport à l'écliptique.